# Пестров, Борис Алексеевич
Бори́с Алексе́евич Пестро́в (3 августа 1922, Москва — 26 августа 1989, там же) — заместитель командира эскадрильи 166-го гвардейского штурмового авиационного полка (10-й гвардейской штурмовой авиационной дивизии, 2-й воздушной армий, 1-го Украинского фронта), гвардии лейтенант, Герой Советского Союза.

## Биография
Родился 3 августа 1922 года в семье рабочего. Русский. Окончил среднюю школу и аэроклуб.
В Красной Армии с 1940 года. В 1942 году окончил Энгельсскую военную авиационную школу пилотов.
На фронтах Великой Отечественной войны с июля 1943 года.
8 сентября 1943 года в паре с лейтенантом Стародубцевым лейтенант Пестров вылетел на задание в район железнодорожных станций Юсковцы—Лохвица. Штурмовыми действиями было уничтожено 4 вагона и 2 автомашины на станции Юсковцы, разрушено железнодорожное полотно и обстреляны из пушек и пулемётов железнодорожные эшелоны на станции Лохвица.
16 сентября 1943 года лейтенант Пестров при плохих метеоусловиях вылетел на разведку войск противника. Подходя к одному из населённых пунктов, заметил большое скопление войск противника. Пестров сделал 11 заходов на эту цель, уничтожил до 200 солдат и офицеров противника, 25 конных повозок с грузом.
Во время форсирования Днепра Б. А. Пестров оказал большую помощь наземным войскам, ударами с воздуха помогая расширить плацдарм и закрепиться на правом берегу Днепра.
12 октября 1943 года в составе группы из 15 самолётов Ил-2 штурмовал артиллерийские и миномётные батареи противника в районе населённых пунктов Колесище—Иваньков. В результате штурмовки было уничтожено 4 орудия полевой артиллерии, до 70 солдат и офицеров противника, подавлен огонь двух батарей крупнокалиберной зенитной артиллерии.
22 октября 1943 года группа из 11 штурмовиков Ил-2 нанесла удары по танкам и живой силе противника в районе населённых пунктов Липовый Рог и Медведовка. Б. А. Пестров сделал 4 захода на цель, провёл 8 атак. В результате штурмовки было уничтожено 10 автомашин, 3 танка, две цистерны с горючим.
20 января 1944 года лейтенант Пестров в исключительно неблагоприятных погодных условиях вылетел с целью отыскать наши окружённые войска и сбросить им горючее и масло. При сильном зенитном огне противника Пестров вышел в заданный район, опознал наши войска и точно сбросил груз.
За период с июля 1943 года по февраль 1944 года лейтенант Пестров совершил 103 боевых вылета на самолёте Ил-2, в результате которых было уничтожено 20 танков, 115 автомашин с войсками и грузом, 1500 солдат и офицеров противника, 48 точек зенитной артиллерии и зенитных пулемётов, 90 конных повозок с грузами.
Указом Президиума Верховного Совета СССР от 26 октября 1944 года за отличное выполнение 103 боевых вылетов на самолёте Ил-2, уничтожение живой силы и техники противника, активную помощь, оказанную наземным войскам в их продвижении и закреплении на достигнутых рубежах, проявленную при этом отвагу и героизм гвардии лейтенанту Пестрову Борису Алексеевичу присвоено звание Героя Советского Союза с вручением ордена Ленина и медали «Золотая Звезда».
После войны до августа 1946 года продолжал службу в ВВС заместителем командира авиаэскадрильи и штурманом штурмового авиаполка (в Тбилисском и Закавказском военных округах). В 1950 году окончил Военно-воздушную академию (Монино). До 1952 года служил помощником и заместителем командира штурмового авиаполка (в Ленинградском военном округе). В 1956 году окончил Военно-дипломатическую академию. Служил в Главном разведывательном управлении ВС СССР. В августе 1958 — апреле 1959 — помощник военно-воздушного атташе при Посольстве СССР в Италии. В 1959—1960 — начальник штаба бомбардировочного авиаполка (в Закавказском военном округе). Затем служил в штабе Военно-транспортной авиации: старшим офицером по разведке оперативного отдела (1960—1965), начальником разведки (апрель-июль 1965) и начальником оперативного отдела (1965—1970). С 1970 — начальник отдела оперативного управления, а в 1972—1977 — заместитель начальника оперативного управления Главного штаба ВВС. C мая 1977 — начальник Разведывательного управления ВВС.
С октября 1985 года 1985 года генерал-лейтенант авиации Пестров — в запасе. Умер 26 августа 1989 года. Похоронен на Кунцевском кладбище в Москве.

## Память
- Надгробный памятник на Кунцевском кладбище в Москве.